# USA Pro Cycling Challenge 2011
La 1.ª edición del USA Pro Cycling Challenge se disputó desde el 22 hasta el 28 de agosto de 2011.
Integrada en el UCI America Tour, la carrera estuvo encuadrada en la categoría 2.1 y fue la penúltima competición del calendario internacional americano 2010-2011.
Levi Leipheimer fue el vencedor de la clasificación general además de ganar 2 etapas, la 1.ª con final en alto y la contrarreloj donde logró el liderato y lo mantuvo hasta el final de la carrera.

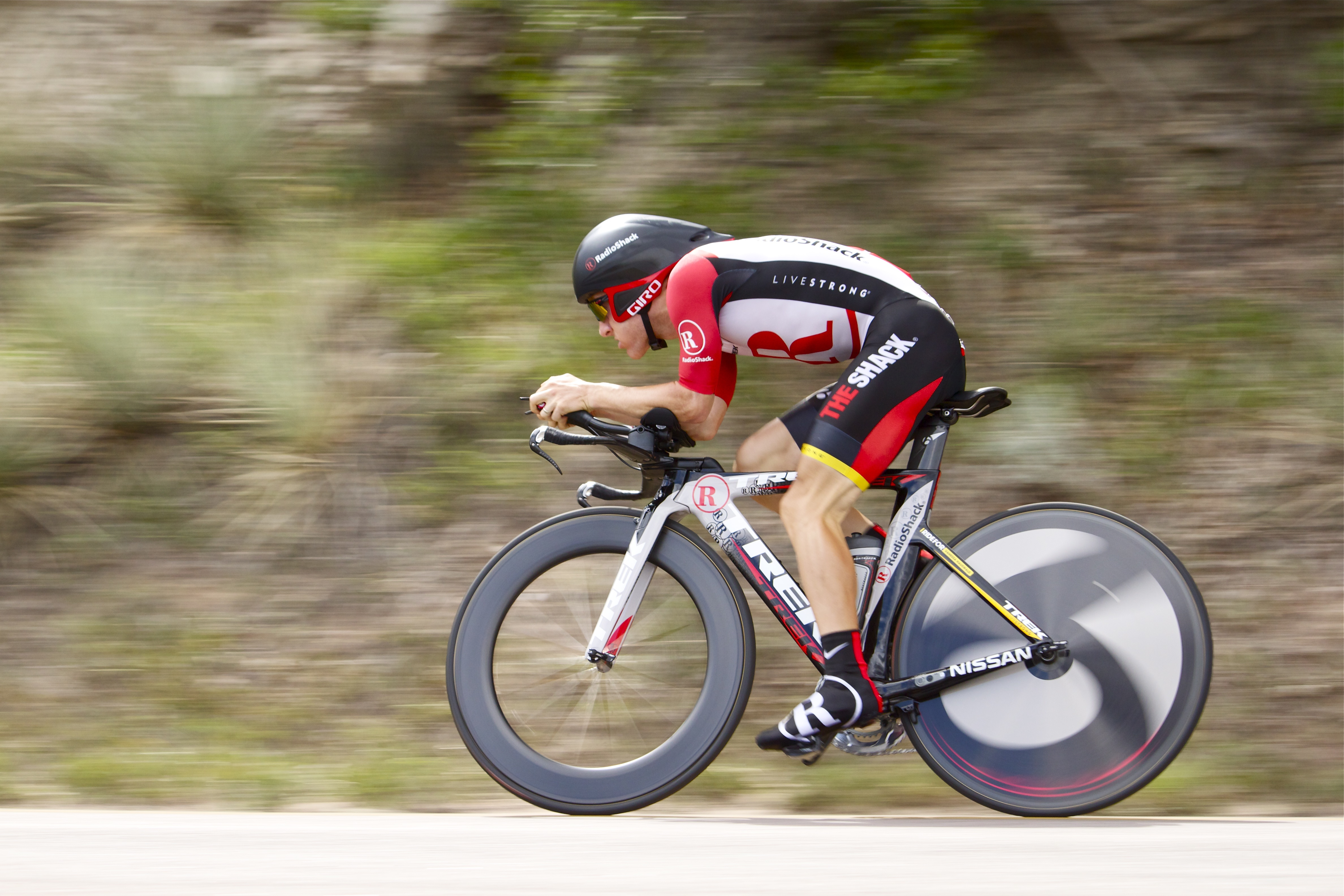
Levi Leipheimer, vencedor de la carrera, durante el prólogo en Colorado Springs.

En las clasificaciones secundarias, Tejay van Garderen se coronó como el mejor joven. El colombiano Rafael Montiel se quedó con la clasificación de la montaña, Elia Viviani fue el mejor sprinter y por equipos triunfó el Garmin-Cervélo.

## Equipos participantes
Participaron en total 17 equipos, siendo 8 de categoría UCI ProTeam, 4 Profesionales Continentales y 5 Continentales totalizando 130 ciclistas y llegando al final de la carrera 90. Los equipos estuvieron integrados por 8 corredores a excepción del Leopard Trek y el Skil-Shimano que lo hicieron con 7 y el Rabobank y el Saxo Bank Sungard que salieron con 6.

### Favoritos
Dentro de los ciclistas destacados que participaron, lo hicieron los 3 integrantes del podio del Tour de Francia 2011, Cadel Evans y los hermanos Andy y Fränk Schleck, siendo Evans el que, con su 7ª posición fue el mejor ubicado. Además de los ya mencionados, partieron como favoritos a estar en las primeras colocaciones otros hombres como Levi Leipheimer, Tom Danielson, Tejay van Garderen, Robert Gesink o los colombianos, Sergio Henao, Giovanni Báez y Juan Pablo Suárez. También participaron otros corredores destacados como, Ivan Basso, Christian Vandevelde y Pieter Weening.
| Equipo                                        | Cód. UCI | Categoría               |
| --------------------------------------------- | -------- | ----------------------- |
| BMC Racing Team                               | BMC      | UCI ProTeam             |
| Team RadioShack                               | RSH      | UCI ProTeam             |
| Leopard-Trek                                  | LEO      | UCI ProTeam             |
| Team Garmin-Cervélo                           | GRM      | UCI ProTeam             |
| HTC-Highroad                                  | THR      | UCI ProTeam             |
| Liquigas-Cannondale                           | LIQ      | UCI ProTeam             |
| Saxo Bank Sungard                             | SBS      | UCI ProTeam             |
| Rabobank Cycling Team                         | RAB      | UCI ProTeam             |
| UnitedHealthcare Pro Cycling Team             | UHC      | Profesional Continental |
| Team Type 1-Sanofi                            | TT1      | Profesional Continental |
| Skil-Shimano                                  | SKS      | Profesional Continental |
| Team SpiderTech powered by C10                | CSM      | Profesional Continental |
| Bissell Pro Cycling Team                      | BPC      | Continental             |
| Team Exergy                                   | XRG      | Continental             |
| Jelly Belly Cycling Team                      | JBC      | Continental             |
| Gobernación de Antioquia-Indeportes Antioquia | GOB      | Continental             |
| EPM-UNE                                       | EPM      | Continental             |

## Etapas

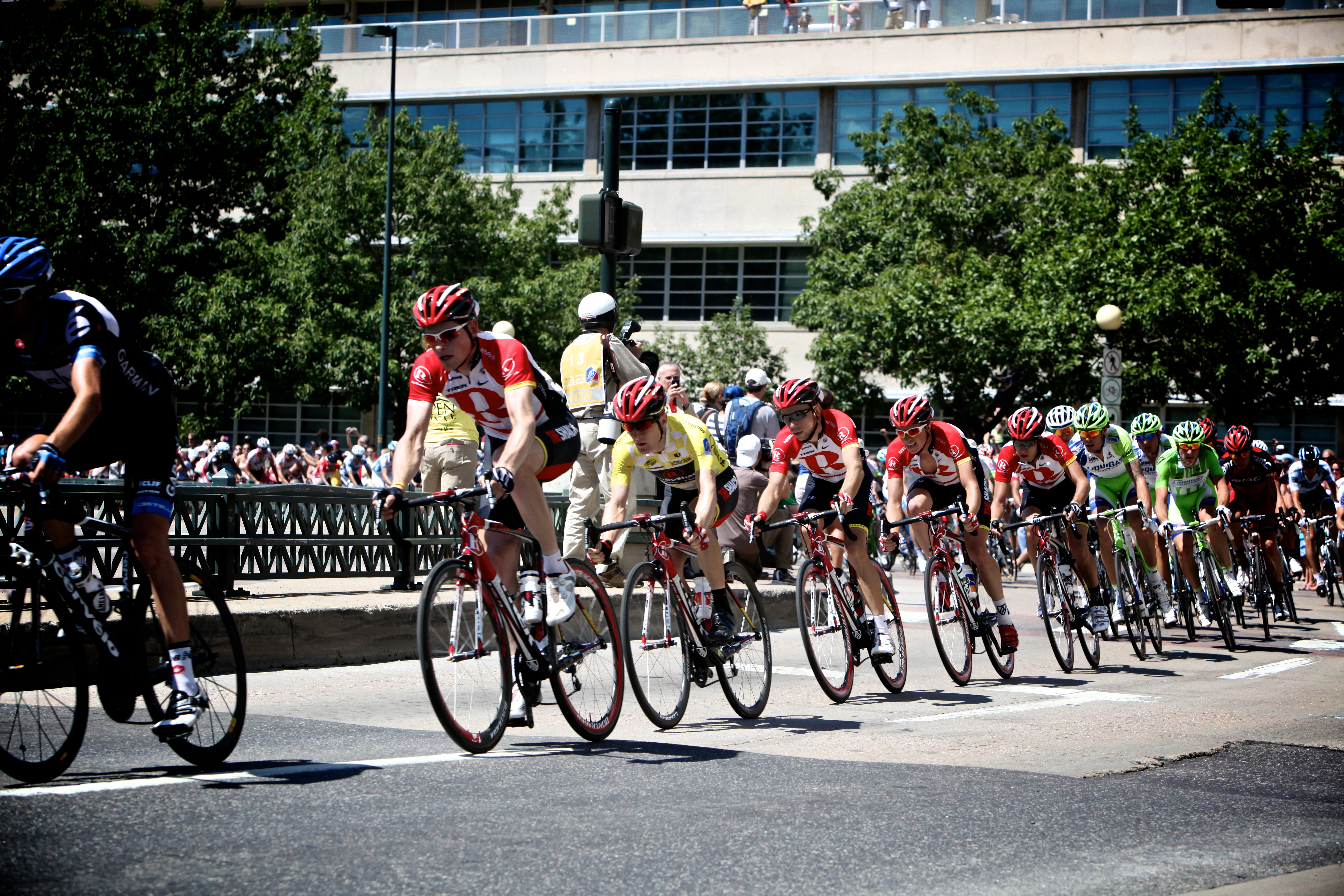
Leipheimer resguardado por sus compañeros en la última etapa en las calles de Denver.

Un prólogo y 6 etapas tuvo el recorrido para totalizar los 810 km con que contó la carrera.  Luego del prólogo inicial en Colorado Springs, la 1.ª etapa fue la única con final en alto, aunque con un puerto relativamente corto de algo más de 3 km desde el pueblo de Crested Butte hasta Mount Crested Butte. La 2.ª etapa fue denominada como la etapa reina, donde los ciclistas ascendieron en 2 oportunidades casi hasta los 3.700 m.s.n.m. Desde Gunnison, la ruta siempre en ascenso los llevó hasta el Paso Cottonwood (3.696 m), pero los 12 km previos a la cima fue realmente donde se encontraba el puerto, con el aditivo de transitar por una ruta sin asfaltar. Luego de descender, comenzó el ascenso al 2.º puerto, el Paso de la Independencia a 3.686 m, de 22 km y 6,5 % de desnivel.
La 3.ª fue una contrarreloj de 16,2 km que si bien no fue una cronoescalada, el recorrido siempre fue en ascenso. La 4.ª se desarrolló en un terreno ondulado y la 5.ª, tuvo un puerto de 11,3 km y 6,7 % de desnivel nada más iniciada la etapa, para luego transitar en terreno plano. La última etapa salió desde la ciudad de Golden (a 19 km de Denver) y luego de subir a la Montaña Lookout la carrera se internó en Denver donde se realizaron 6 vueltas a un circuito de 8 km.
| Etapa   | Fecha        | Recorrido                             | Km         | Ganador         | Líder              |
| Prólogo | 22 de agosto | Jardín de los Dioses-Colorado Springs | 8,3 (CRI)  | Patrick Gretsch | Patrick Gretsch    |
| 1.ª     | 23 de agosto | Salida-Mount Crested Butte            | 158,8      | Levi Leipheimer | Levi Leipheimer    |
| 2.ª     | 24 de agosto | Gunnison-Aspen                        | 209,8      | George Hincapie | Tejay van Garderen |
| 3.ª     | 25 de agosto | Vail                                  | 16,2 (CRI) | Levi Leipheimer | Levi Leipheimer    |
| 4.ª     | 26 de agosto | Avon-Steamboat Springs                | 133,3      | Elia Viviani    | Levi Leipheimer    |
| 5.ª     | 27 de agosto | Steamboat Springs-Breckenridge        | 170,2      | Elia Viviani    | Levi Leipheimer    |
| 6.ª     | 28 de agosto | Denver-Denver                         | 114,1      | Daniel Oss      | Levi Leipheimer    |

## Clasificaciones finales

### Clasificación general
| Posición | Ciclista              | Equipo           | Tiempo      |
| -------- | --------------------- | ---------------- | ----------- |
|          | Levi Leipheimer       | RadioShack       | 20h 00' 24" |
| 2        | Christian Vande Velde | Garmin-Cervélo   | + 11"       |
| 3        | Tejay van Garderen    | HTC-Highroad     | + 17"       |
| 4        | Tom Danielson         | Garmin-Cervélo   | + 21"       |
| 5        | George Hincapie       | BMC Racing       | + 53"       |
| 6        | Rafael Infantino      | EPM-UNE          | + 1' 14"    |
| 7        | Cadel Evans           | BMC Racing       | + 1' 18"    |
| 8        | Stef Clement          | Rabobank         | + 1' 42"    |
| 9        | Bruno Pires           | Leopard Trek     | + 1' 49"    |
| 10       | Rory Sutherland       | UnitedHealthcare | + 1' 50"    |

| 11 | Ivan Rovny          | RadioShack               | + 2' 07"  |
| 12 | Jeff Louder         | BMC Racing               | + 2' 17"  |
| 13 | Fränk Schleck       | Leopard Trek             | + 2' 17"  |
| 14 | Juan Pablo Suárez   | EPM-UNE                  | + 2' 20"  |
| 15 | Christopher Baldwin | Bissell                  | + 2' 38"  |
| 16 | Robert Gesink       | Rabobank                 | + 2' 46"  |
| 17 | Janier Acevedo      | Gobernación de Antioquia | + 2' 48"  |
| 18 | Óscar Sevilla       | Gobernación de Antioquia | + 3' 13"  |
| 19 | Sergio Henao        | Gobernación de Antioquia | + 3' 14"  |
| 20 | Peter Stetina       | Garmin-Cervélo           | + 3' 26"  |
| 21 | Eduard Beltrán      | EPM-UNE                  | + 3' 35"  |
| 22 | Brent Bookwalter    | BMC Racing               | + 3' 54"  |
| 23 | Gustav Larsson      | Saxo Bank Sungard        | + 4' 11"  |
| 24 | Lucas Euser         | Team SpiderTech          | + 4' 28"  |
| 25 | Jaime Castañeda     | EPM-UNE                  | + 4' 55"  |
| 26 | Tobias Ludvigsson   | Skil-Shimano             | + 5' 55"  |
| 27 | Stefan Denifl       | Leopard Trek             | + 6' 01"  |
| 28 | Ryder Hesjedal      | Garmin-Cervélo           | + 6' 05"  |
| 29 | Andrés Miguel Díaz  | Team Exergy              | + 6' 10"  |
| 30 | Daniel Oss          | Liquigas-Cannondale      | + 6' 12"  |
| 31 | Alex Hagman         | Jelly Belly              | + 6' 16"  |
| 32 | Anders Lund         | Leopard Trek             | + 6' 42"  |
| 33 | Andy Schleck        | Leopard Trek             | + 6' 55"  |
| 34 | Laurent Didier      | Saxo Bank Sungard        | + 7' 34"  |
| 35 | Ivan Basso          | Liquigas-Cannondale      | + 7' 34"  |
| 36 | Pieter Weening      | Rabobank                 | + 7' 36"  |
| 37 | Carlos Piamonte     | EPM-UNE                  | + 7' 37"  |
| 38 | Rubens Bertogliati  | Team Type 1-Sanofi       | + 7' 43"  |
| 39 | Vladimir Efimkin    | Team Type 1-Sanofi       | + 8' 00"  |
| 40 | Philip Deignan      | RadioShack               | + 8' 28"  |
| 41 | Edward Ortíz        | EPM-UNE                  | + 8' 51"  |
| 42 | Rafael Montiel      | Gobernación de Antioquia | + 9' 37"  |
| 43 | Timothy Duggan      | Liquigas-Cannondale      | + 9' 40"  |
| 44 | Cristhian Montoya   | Gobernación de Antioquia | + 9' 51"  |
| 45 | Jens Voigt          | Leopard Trek             | + 10' 20" |
| 46 | Thomas Peterson     | Garmin-Cervélo           | + 10' 33" |
| 47 | Javier Mejías       | Team Type 1-Sanofi       | + 10' 54" |
| 48 | Daniel Navarro      | Saxo Bank Sungard        | + 11' 24" |
| 49 | Alexander Efimkin   | Team Type 1-Sanofi       | + 11' 37" |
| 50 | Lachlan Norris      | HTC-Highroad             | + 12' 03" |

### Clasificación de la montaña
| Posición | Ciclista         | Equipo                   | Puntos |
| -------- | ---------------- | ------------------------ | ------ |
|          | Rafael Montiel   | Gobernación de Antioquia | 31     |
| 2        | Walter Pedraza   | EPM-UNE                  | 30     |
| 3        | Rafael Infantino | EPM-UNE                  | 20     |

### Clasificación de los sprints
| Posición | Ciclista           | Equipo              | Puntos |
| -------- | ------------------ | ------------------- | ------ |
|          | Elia Viviani       | Liquigas-Cannondale | 50     |
| 2        | Daniel Oss         | Liquigas-Cannondale | 25     |
| 3        | Tejay van Garderen | HTC-Highroad        | 22     |

### Clasificación de los jóvenes
| Posición | Ciclista           | Equipo       | Tiempo      |
| -------- | ------------------ | ------------ | ----------- |
|          | Tejay van Garderen | HTC-Highroad | 20h 00' 41" |
| 2        | Eduard Beltrán     | EPM-UNE      | + 3' 18"    |
| 3        | Tobias Ludvigsson  | Skil-Shimano | + 5' 38"    |

### Clasificación por equipos
| Posición | Equipo         | Tiempo      |
| -------- | -------------- | ----------- |
|          | Garmin-Cervélo | 60h 03' 30" |
| 2        | BMC Racing     | + 2' 08"    |
| 3        | EPM-UNE        | + 4' 10"    |
| 4        | Leopard Trek   | + 5' 11"    |
| 5        | RadioShack     | + 5' 27"    |

## Evolución de las clasificaciones
| Etapa (Vencedor)                  | Clasificación general | Clasificación de la montaña | Clasificación de los sprints | Clasificación de los jóvenes | Clasificación por equipos |
| --------------------------------- | --------------------- | --------------------------- | ---------------------------- | ---------------------------- | ------------------------- |
| Prólogo (CRI) (Patrick Gretsch)   | Patrick Gretsch       | no se entregó               | no se entregó                | Tejay van Garderen           | BMC Racing                |
| 1.ª etapa (Levi Leipheimer)       | Levi Leipheimer       | Eduard Beltrán              | Levi Leipheimer              | Tejay van Garderen           | BMC Racing                |
| 2.ª etapa (George Hincapie)       | Tejay van Garderen    | Walter Pedraza              | Levi Leipheimer              | Tejay van Garderen           | BMC Racing                |
| 3.ª etapa (CRI) (Levi Leipheimer) | Levi Leipheimer       | Walter Pedraza              | Levi Leipheimer              | Tejay van Garderen           | Garmin-Cervélo            |
| 4.ª etapa (Elia Viviani)          | Levi Leipheimer       | Walter Pedraza              | Elia Viviani                 | Tejay van Garderen           | Garmin-Cervélo            |
| 5.ª etapa (Elia Viviani)          | Levi Leipheimer       | Walter Pedraza              | Elia Viviani                 | Tejay van Garderen           | Garmin-Cervélo            |
| 6.ª etapa (Daniel Oss)            | Levi Leipheimer       | Rafael Montiel              | Elia Viviani                 | Tejay van Garderen           | Garmin-Cervélo            |
| Final                             | Levi Leipheimer       | Rafael Montiel              | Elia Viviani                 | Tejay van Garderen           | Garmin-Cervélo            |